# Chersodromia orlandinii
Chersodromia orlandinii is een vliegensoort uit de familie van de Hybotidae. De wetenschappelijke naam van de soort is voor het eerst geldig gepubliceerd in 1984 door Raffone.